# Pérrinne Moncrieff
Pérrinne (parfois orthographié Perrine) Moncrieff, née le 8 février 1893 et morte le 16 décembre 1979, est une autrice, militante de la protection de la nature et ornithologue amateure néo-zélandaise.

## Biographie
Elle naît à Londres en 1893, petite fille du peintre John Everett Millais, l'un des membres fondateurs du préraphaélisme. Elle passe son enfance entre Londres, Bruxelles et l’Écosse. En 1914, elle épouse le capitaine Malcolm Moncrieff, un vétéran de la guerre des Boers. Ils s'installent en Nouvelle-Zélande après la fin de la Première Guerre mondiale. Elle est la première femme à présider la Royal Australasian Ornithologists Union, en 1932-1933, après avoir rejoint cette organisation en 1923 et publié un guide d'identification des oiseaux de Nouvelle-Zélande en 1925 - ouvrage qui connaît un grand succès et est réédité à six reprises jusqu'en 1961. 
Elle est en grande partie à l'origine de la création du parc national Abel Tasman. Son engagement en faveur de la protection de la nature lui valent la Loder Cup en 1953, l'ordre d'Orange-Nassau en 1974 (en raison du lien entre le parc national Abel Tasman et les explorateurs néerlandais de la Nouvelle-Zélande) et le grade de commandeur dans l'ordre de l'Empire britannique en 1975. 

## Œuvres
- New Zealand Birds and How to Identify Them, Whitcombe & Tombs, Auckland, 1925
- People Came Later, autoédition, 1965
- The Rise and Fall of David Riccio, Ambassador, Wellington, 1976